# مانستر هانتر ۴
مانستر هانتر ۴ (انگلیسی: Monster Hunter 4) یک بازی ویدئویی در سبک نقش‌آفرینی اکشن است که توسط کپ‌کام در سال ۲۰۱۳ برای پلت‌فرم نینتندو ۳دی‌اس منتشر شده‌است.